# Krăstina
Krăstina (bulgariska: Кръстина) är ett distrikt i Bulgarien.   Det ligger i kommunen Obsjtina Kameno och regionen Burgas, i den östra delen av landet, 300 km öster om huvudstaden Sofia.